# Ciclisme als Jocs Olímpics d'estiu de 1924 - Persecució per equips
La persecució per equips masculina fou una de les quatre proves del programa olímpic de ciclisme en pista dels Jocs Olímpics de París de 1924. La competició es va disputar entre el 26 i el 27 de juliol de 1924, amb la presència de 40 ciclistes procedents de 12 nacions diferents.

## Medallistes
| Or                                                                                 | Plata                                                                        | Bronze                                                                             |
| ItàliaFrancesco Zucchetti · Angelo de Martini · Alfredo Dinale · Aleardo Menegazzi | PolòniaTomasz Stankiewicz · Franciszek Szymczyk · Józef Lange · Jan Lazarski | BèlgicaJean van den Bosch · Léonard Daghelinckx · Henri Hoevenaers · Fernand Saive |

## Resultats

### Eliminatòries
El 26 de juliol es disputen 7 sèries. El vencedor passa a quarts de final.
| Pos. | País          | Ciclistes                                                                | Temps  |
| ---- | ------------- | ------------------------------------------------------------------------ | ------ |
| 1    | Bèlgica       | Léonard Daghelinckx Henri Hoevenaers Fernand Saivé Jean van den Bosch    | 5'12"0 |
| 2    | Països Baixos | Gerard Bosch van Drakestein Jan Maas Simon van Poelgeest Frans Waterreus |        |

| Pos. | País       | Ciclistes                                                              | Temps  |
| ---- | ---------- | ---------------------------------------------------------------------- | ------ |
| 1    | Itàlia     | Angelo De Martini Alfredo Dinale Aurelio Menegazzi Francesco Zucchetti | 5'23"2 |
| -    | Iugoslàvia | -                                                                      | DNS    |

| Pos. | País           | Ciclistes                                                    | Temps  |
| ---- | -------------- | ------------------------------------------------------------ | ------ |
| 1    | Suïssa         | Ernst Leutert Arnold Nötzli Emil Richli Gottfried Weilenmann | 5'23"0 |
| 2    | Txecoslovàquia | Jaroslav Brož Oldřich Červinka Miloš Knobloch Karel Pechan   |        |

| Pos. | País      | Ciclistes | Temps |
| ---- | --------- | --------- | ----- |
| -    | Austràlia | -         | DNS   |
| -    | Xile      | -         | DNS   |

| Pos. | País      | Ciclistes                                                     | Temps  |
| ---- | --------- | ------------------------------------------------------------- | ------ |
| 1    | Dinamarca | Willy Falck Hansen Oscar Guldager Edmund Hansen Erik Kjeldsen | 5'27"6 |
| -    | Argentina | -                                                             | DNS    |

| Pos. | País       | Ciclistes                                                  | Temps  |
| ---- | ---------- | ---------------------------------------------------------- | ------ |
| 1    | França     | Lucien Choury Joseph Guillemin René Hournon Maurice Renaud | 5'11"4 |
| 2    | Regne Unit | Frederick Habberfield Thomas Harvey Henry Lee Jock Stewart |        |

| Pos. | País    | Ciclistes                                                        | Temps  |
| ---- | ------- | ---------------------------------------------------------------- | ------ |
| 1    | Polònia | Józef Lange Jan Łazarski Tomasz Stankiewicz Franciszek Szymczyk  | 5'16"0 |
| 2    | Letònia | Andrejs Apsītis Roberts Plūme Fridrihs Ukstiņš Artūrs Zeiberliņš |        |

### Quarts de final
Es disputen 3 sèries el 26 de juliol. Els vencedors i el millor segon passen a semifinals
| Pos. | País    | Ciclistes                                                             | Temps  |
| ---- | ------- | --------------------------------------------------------------------- | ------ |
| 1    | Bèlgica | Léonard Daghelinckx Henri Hoevenaers Fernand Saivé Jean van den Bosch | 5'12"2 |
| 2    | Polònia | Józef Lange Jan Łazarski Tomasz Stankiewicz Franciszek Szymczyk       | 5'16"8 |

| Pos. | País   | Ciclistes                                                    | Temps  |
| ---- | ------ | ------------------------------------------------------------ | ------ |
| 1    | França | Lucien Choury Joseph Guillemin René Hournon Maurice Renaud   | 5'14"2 |
| 2    | Suïssa | Ernst Leutert Arnold Nötzli Emil Richli Gottfried Weilenmann | 5'21"6 |

| Pos. | País      | Ciclistes                                                              | Temps  |
| ---- | --------- | ---------------------------------------------------------------------- | ------ |
| 1    | Itàlia    | Angelo De Martini Alfredo Dinale Aurelio Menegazzi Francesco Zucchetti | 5'13"8 |
| 2    | Dinamarca | Willy Falck Hansen Oscar Guldager Edmund Hansen Erik Kjeldsen          | DNS    |

### Semifinals
Es disputaren el 27 de juliol.
| Pos. | País    | Ciclistes                                                              | Temps  |
| ---- | ------- | ---------------------------------------------------------------------- | ------ |
| 1    | Itàlia  | Angelo De Martini Alfredo Dinale Aurelio Menegazzi Francesco Zucchetti | 5'12"0 |
| 2    | Bèlgica | Léonard Daghelinckx Henri Hoevenaers Fernand Saivé Jean van den Bosch  |        |

| Pos. | País    | Ciclistes                                                       | Temps  |
| ---- | ------- | --------------------------------------------------------------- | ------ |
| 1    | Polònia | Józef Lange Jan Łazarski Tomasz Stankiewicz Franciszek Szymczyk | 5'18"0 |
| 2    | França  | Lucien Choury Joseph Guillemin René Hournon Maurice Renaud      |        |

### 3a i 4a posició
Es disputà el 27 de juliol.
| Pos. | País    | Ciclistes                                                             | Temps |
| ---- | ------- | --------------------------------------------------------------------- | ----- |
| 3    | Bèlgica | Léonard Daghelinckx Henri Hoevenaers Fernand Saivé Jean van den Bosch |       |
| 4    | França  | Lucien Choury Joseph Guillemin René Hournon Maurice Renaud            |       |

### Final
Es disputà el 27 de juliol.
| Pos. | País    | Ciclistes                                                              | Temps  |
| ---- | ------- | ---------------------------------------------------------------------- | ------ |
| 1    | Itàlia  | Angelo De Martini Alfredo Dinale Aurelio Menegazzi Francesco Zucchetti | 5'15"0 |
| 2    | Polònia | Józef Lange Jan Łazarski Tomasz Stankiewicz Franciszek Szymczyk        |        |